# الحيمة (إب)

تعديل مصدري - تعديل

الحيمة هي إحدى قرى عزلة ريمان بمديرية إب التابعة لمحافظة إب، بلغ تعداد سكانها 433 نسمة حسب تعداد اليمن لعام 2004.